# Metro van Santiago

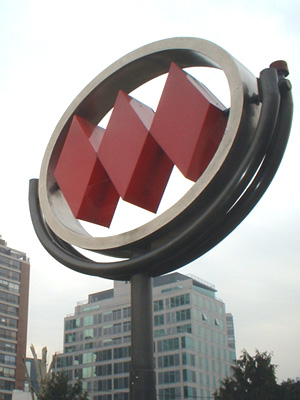
Het logo van de metro in Santiago

De Metro van Santiago is een metrosysteem dat dienstdoet in Santiago, de hoofdstad van Chili.

## Geschiedenis
Op 15 september 1975 werd het metrosysteem geopend dat de zes miljoen inwoners van Santiago moest vervoeren. Anno 2019 rijden er zeven lijnen met 136 stations. Ook moet de metro per dag zo'n 2.500.000 mensen vervoeren. El Metro wordt gezien als de belangrijkste bouwwerken in Chili.

## Het lijnennetwerk
| Lijn | Lijn                                    | Lengte  | Stations | Opening           | Beschrijving |
| ---- | --------------------------------------- | ------- | -------- | ----------------- | ------------ |
|      | San Pablo - Los Dominicos               | 14.9 km | 24       | 15 september 1975 | Lijn 1       |
|      | Vespucio Norte - Hospital El Pino       | 25.9 km | 26       | 31 maart 1977     | Lijn 2       |
|      | Plaza Quilicura - Fdo. Castillo Velasco | 25 km   | 21       | 22 januari 2019   | Lijn 3       |
|      | Tobalaba - Plaza de Puente Alto         | 24.7 km | 22       | 30 november 2005  | Lijn 4       |
|      | La Cisterna - Vicuña Mackenna           | 7.7 km  | 6        | 16 augustus 2006  | Lijn 4A      |
|      | Plaza de Maipú - Vicente Valdés         | 15.5 km | 18       | 5 april 1997      | Lijn 5       |
|      | Cerrillos - Los Leones                  | 15.3 km | 10       | 2 november 2017   | Lijn 6       |

Sommige stations zijn nog in aanbouw en de lijnen kunnen worden verlengd. Drie nieuwe lijnen, 7, 8 en 9, zijn in aanbouw.

## Ondergrondse kunst

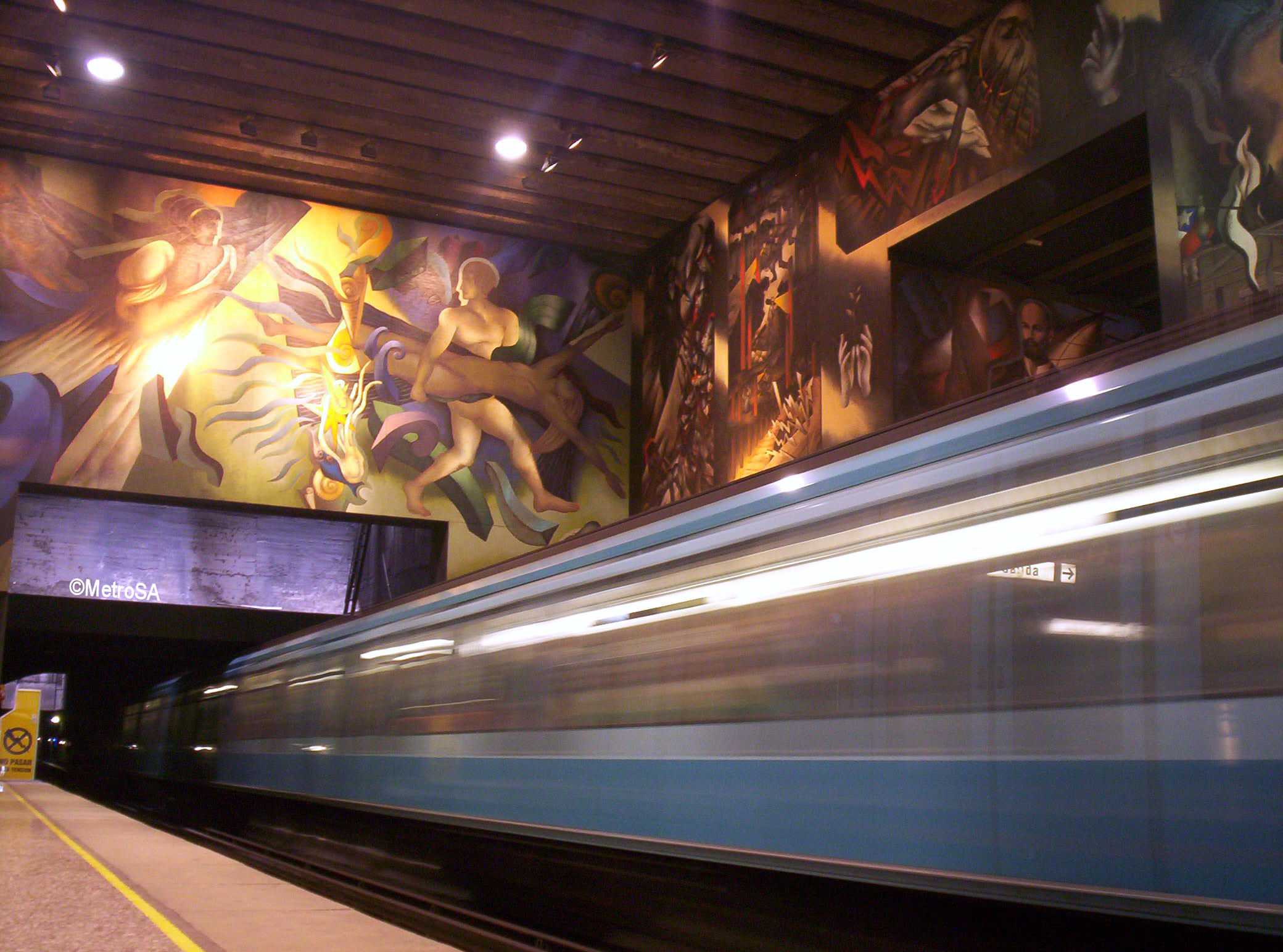
Kunst op het station van Universidad de Chile

Behalve het reizen met de metro, heeft het systeem ook nog een cultureel randje. Kunst is een soort van element geworden in de stations. Mario Toral maakte kunst in het station van Universidad de Chile.

## Prijs van de metro
Een metrokaartje in het Unitario, of ook wel het spitsuur, kost meer dan in het Unitario Rebajado, buiten het spitsuur. Senioren en studenten krijgen korting met reizen.

## Materieel
Het rijdend materieel dat te vinden is op de lijnen van de metro is afkomstig van Alstom. Ook zijn sommige lijnen gebouwd voor treinen op rubberbanden. Dat is het geval op lijn 1, 2 en 5. Hier komen ook de Parijse MP 89 voor. Deze zit echter in een blauw jasje, de kleur van het vervoersbedrijf.